# Puji Lestari
Puji Lestari (* 15. června 1990 Jakarta) je reprezentantka Indonésie ve sportovním lezení, mistryně Asie v lezení na rychlost.

## Výkony a ocenění
- 2015: mistryně Asie (družstva)
- 2017: mistryně Asie
- 2018: bronzová medaile ze závodu světového poháru, zlato a stříbro na asijských hrách

### Závodní výsledky
| Světový pohár | Světový pohár | Světový pohár | Světový pohár   | Světový pohár    |
| Rok           | 2012          | 2014          | 2017            | 2018             |
| ------------- | ------------- | ------------- | --------------- | ---------------- |
| Rychlost      | x             | x             | 15              | 13               |
| jednotlivě*   | ,15,          | ,11,          | 4,13,-,-,11,-,- | 10,8,-,-,-,22,,9 |

* poznámka: nalevo jsou poslední závody v roce
| Asijské hry       | Asijské hry |
| Rok               | 2018        |
| ----------------- | ----------- |
| Rychlost          | 2           |
| Družstva rychlost | 1           |

| Mistrovství Asie  | Mistrovství Asie | Mistrovství Asie | Mistrovství Asie | Mistrovství Asie |
| Rok               | 2014             | 2015             | 2017             | 2018             |
| ----------------- | ---------------- | ---------------- | ---------------- | ---------------- |
| Obtížnost         | —                | —                | —                | 37               |
| Rychlost          | 14               | 3                | 1                | 8                |
| Bouldering        | —                | —                | —                | 38               |
| Družstva rychlost |                  | 1                | 1                |                  |
| Kombinace         | —                | —                | —                |                  |